# 내북초등학교 이식분교
내북초등학교 이식분교는 대한민국 충청북도 보은군 산외면 성암가고로 235-6 (이식리)에 있었던 초등학교이다.

## 연혁
- 1948년 4월 1일 산외국민학교 이식분교장 개설
- 1954년 4월 1일 이식국민학교 승격
- 1992년 3월 1일 내북국민학교로 편입
- 1996년 3월 1일 내북초등학교 이식분교로 개칭
- 1999년 3월 1일 내북초등학교로 통폐합